# Europese kampioenschappen kunstschaatsen 1978
De Europese Kampioenschappen kunstschaatsen zijn wedstrijden die samen een jaarlijks terugkerend evenement vormen, georganiseerd door de Internationale Schaatsunie (ISU).
De kampioenschappen van 1978 vonden plaats van 31 januari tot en met 5 februari in Straatsburg. Het was de eerste keer dat de EK kampioenschappen hier plaatsvonden. Het was de vierde keer dat de EK kunstschaatsen in Frankrijk plaatsvonden, eerder werden de toernooien in Parijs (1932, 1956) en Grenoble (1964) gehouden.
Voor de mannen was het de 70e editie, voor de vrouwen en paren was het de 42e editie en voor de ijsdansers de 25e editie.

## Historie
De Duitse en Oostenrijkse schaatsbond, verenigd in de "Deutscher und Österreichischer Eislaufverband", organiseerden zowel het eerste EK Schaatsen voor mannen als het eerste EK Kunstschaatsen voor mannen in 1891 in Hamburg, in toen nog het Duitse Keizerrijk, nog voor het ISU in 1892 werd opgericht. De internationale schaatsbond nam in 1892 de organisatie van het EK kunstschaatsen over. In 1895 werd besloten voortaan het WK kunstschaatsen te organiseren en kwam het EK te vervallen. In 1898, na twee jaar onderbreking, vond toch weer een herstart plaats van het EK kunstschaatsen.
De vrouwen en paren zouden vanaf 1930 jaarlijks om de Europese titel strijden. De ijsdansers streden vanaf 1954 om de Europese titel in het kunstschaatsen.

## Deelname
Er namen deelnemers zeventien landen deel aan deze kampioenschappen. Zij vulden het aantal van 70 startplaatsen in de vier disciplines in.
Voor België debuteerde Francis Demarteau in het mannentoernooi. Voor Nederland debuteerde Astrid Jansen in de Wal in het vrouwentoernooi.
(Tussen haakjes het totaal aantal startplaatsen over de disciplines.)
| Sovjet-Unie (12) West-Duitsland (8) Verenigd Koninkrijk (7) Duitse Democratische Republiek (7) Frankrijk (5) Italië (5) | Polen (5) Tsjecho-Slowakije (5) Oostenrijk (3) Zwitserland (3) Finland (2) Hongarije (2) | Zweden (2) België (1) Denemarken (1) Nederland (1) Joegoslavië (1) |

## Medaille verdeling
Voor de vierde keer bij het EK kunstschaatsen was het erepodium een kopie van het jaar ervoor, in 1933, 1956 en 1967 gebeurde dit eerder. Jan Hoffmann werd voor de derde keer Europees kampioen. In 1974 en 1977 veroverde hij de titel ook. Het was zijn vijfde medaille, in 1973 en 1976 werd hij derde. Vladimir Kovalev, stond net als in 1976 en 1977 op de tweede plaats, het was zijn vierde medaille, in 1975 werd hij Europees kampioen. De nummer drie, Robin Cousins, stond net als in 1977 op de derde plaats op het erepodium, het was zijn tweede medaille.
Bij de vrouwen prolongeerde Anett Pötzsch de Europese titel, het was haar vierde medaille, in 1975 werd ze derde en in 1976 tweede. Dagmar Lurz stond net als in 1977 op plaats twee, het was haar tweede medaille. Voor Elena Vodorezova op plaats drie was het de eerste keer dat ze op het Europese erepodium stond.
Bij de paren veroverde het paar Irina Rodnina / Aleksandr Zajtsev voor de zesde keer in successie de Europese titel. Voor Rodnina was het haar tiende titel oprij, van 1969-1972 werd kampioen met schaatspartner Alexei Ulanov. Het paar op plaats twee, Marina Cherkasova / Sergei Shakhrai, nam voor de tweede keer plaats op het Europese erepodium, in 1977 werden ze derde. Het paar op plaats drie, Manuela Mager / Uwe Bewersdorff, stond voor de eerste keer op het Europese erepodium.
Bij het ijsdansen stonden dezelfde drie paren van 1977 in een andere volgorde op het erepodium. Het Sovjet paar Irina Moiseeva / Andrei Minenkov prolongeerde de Europese titel. Het was hun derde medaille, in 1976 werden ze tweede. Het paar Natalja Linitsjoek / Gennadi Karponossov stond voor de vijfde opeenvolgende keer op het erepodium, na vier keer op plaats drie dit jaar op plaats twee. Het Hongaarse paar Krisztina Regöczy / Andras Sallay op plaats drie stond voor de tweede keer op het erepodium, in 1977 werden ze tweede.
| Discipline | Goud                              | Zilver                                   | Brons                             |
| ---------- | --------------------------------- | ---------------------------------------- | --------------------------------- |
| Mannen     | Jan Hoffmann                      | Vladimir Kovalev                         | Robin Cousins                     |
| Vrouwen    | Anett Pötzsch                     | Dagmar Lurz                              | Elena Vodorezova                  |
| Paren      | Irina Rodnina / Aleksandr Zajtsev | Marina Cherkasova / Sergei Shakhrai      | Manuela Mager / Uwe Bewersdorff   |
| IJsdansen  | Irina Moiseeva / Andrei Minenkov  | Natalja Linitsjoek / Gennadi Karponossov | Krisztina Regöczy / Andras Sallay |

## Uitslagen
| #      | naam (deelname)          | land                                    | pc |
| ------ | ------------------------ | --------------------------------------- | -- |
| Goud   | Jan Hoffmann (9)         | Vlag van Duitse Democratische Republiek |    |
| Zilver | Vladimir Kovalev (6)     | Vlag van Sovjet-Unie                    |    |
| Brons  | Robin Cousins (6)        | Vlag van Verenigd Koninkrijk            |    |
| 4      | Igor Bobrin              | Vlag van Sovjet-Unie                    |    |
| 5      | Yuri Ovchinnikov (10)    | Vlag van Sovjet-Unie                    |    |
| 6      | Mario Liebers (3)        | Vlag van Duitse Democratische Republiek |    |
| 7      | Rudi Cerne               | Vlag van Duitsland                      |    |
| 8      | Miroslav Soska (4)       | Vlag van Tsjechië                       |    |
| 9      | Gert-Walter Grabner (2)  | Vlag van Duitsland                      |    |
| 10     | Gilles Beyer (2)         | Vlag van Frankrijk                      |    |
| 11     | Grezgorz Glowania (3)    | Vlag van Polen (1928-1980)              |    |
| 12     | Andrew Bestwick          | Vlag van Verenigd Koninkrijk            |    |
| 13     | Thomas Oberg (5)         | Vlag van Zweden                         |    |
| 14     | Bruno Watschinger        | Vlag van Oostenrijk                     |    |
| 15     | Matijaz Krusec (3)       | Vlag van Joegoslavië (1943-1992)        |    |
| 16     | Francis Demarteau        | Vlag van België                         |    |
| 17     | Jan Glerup               | Vlag van Denemarken                     |    |
| -      | Helmut Kristofics-Binder | Vlag van Oostenrijk                     |    |

| #      | naam (deelname)         | land                                    | pc |
| ------ | ----------------------- | --------------------------------------- | -- |
| Goud   | Anett Pötzsch (6)       | Vlag van Duitse Democratische Republiek |    |
| Zilver | Dagmar Lurz (4)         | Vlag van Duitsland                      |    |
| Brons  | Elena Vodorezova (3)    | Vlag van Sovjet-Unie                    |    |
| 4      | Denise Biellmann (2)    | Vlag van Zwitserland                    |    |
| 5      | Susanna Driano (4)      | Vlag van Italië                         |    |
| 6      | Kristiina Wegelius (2)  | Vlag van Finland                        |    |
| 7      | Carola Weissenberg      | Vlag van Duitse Democratische Republiek |    |
| 8      | Danielle Rieder (3)     | Vlag van Zwitserland                    |    |
| 9      | Natalia Strelkova       | Vlag van Sovjet-Unie                    |    |
| 10     | Karena Richardson (3)   | Vlag van Verenigd Koninkrijk            |    |
| 11     | Renata Baierova         | Vlag van Tsjechië                       |    |
| 12     | Karin Riediger          | Vlag van Duitsland                      |    |
| 13     | Zhanna Ilina (2)        | Vlag van Sovjet-Unie                    |    |
| 14     | Garnet Ostermeier       | Vlag van Duitsland                      |    |
| 15     | Susan Broman            | Vlag van Finland                        |    |
| 16     | Sanda Dubravcic (2)     | Vlag van Joegoslavië (1943-1992)        |    |
| 17     | Astrid Jansen in de Wal | Vlag van Nederland                      |    |
| 18     | Franca Bianconi (2)     | Vlag van Italië                         |    |
| 19     | Cecile Antonelli        | Vlag van Frankrijk                      |    |
| 20     | Christina Svensson      | Vlag van Zweden                         |    |
| 21     | Helena Chwila           | Vlag van Polen (1928-1980)              |    |
| 22     | Patricia Fiorucci       | Vlag van Italië                         |    |

| #      | naam (deelname)                            | land                                    | pc |
| ------ | ------------------------------------------ | --------------------------------------- | -- |
| Goud   | Irina Rodnina (11) Aleksandr Zajtsev (6)   | Vlag van Sovjet-Unie                    |    |
| Zilver | Marina Cherkasova (2) Sergei Shakhrai (2)  | Vlag van Sovjet-Unie                    |    |
| Brons  | Manuela Mager (2) Uwe Bewersdorff (2)      | Vlag van Duitse Democratische Republiek |    |
| 4      | Sabine Baess (2) Tassilo Thierbach (2)     | Vlag van Duitse Democratische Republiek |    |
| 5      | Ingrid Spieglova (4) Alan Spiegl (4)       | Vlag van Tsjechië                       |    |
| 6      | Kerstin Stolfig (3) Veit Kempe (3)         | Vlag van Duitse Democratische Republiek |    |
| 7      | Marina Pestova Stanislav Leonovich         | Vlag van Sovjet-Unie                    |    |
| 8      | Susanne Scheibe (2) Andreas Nischwitz (2)  | Vlag van Duitsland                      |    |
| 9      | Sabine Fuchs (2) Xavier Videau (2)         | Vlag van Frankrijk                      |    |
| 10     | Elzbieta Luczynska (2) Marek Chrolenko (2) | Vlag van Polen (1928-1980)              |    |
| 11     | Gabriele Beck (3) Jochen Stahl (3)         | Vlag van Duitsland                      |    |
| 11     | Catherine Brunet Philippe Brunet           | Vlag van Frankrijk                      |    |
| 12     | Ruth Lindsey Alan Beckwith                 | Vlag van Verenigd Koninkrijk            |    |

| #      | naam (deelname)                                | land                         | pc |
| ------ | ---------------------------------------------- | ---------------------------- | -- |
| Goud   | Irina Moiseeva (6) Andrei Minenkov (6)         | Vlag van Sovjet-Unie         |    |
| Zilver | Natalja Linitsjoek (5) Gennadi Karponossov (9) | Vlag van Sovjet-Unie         |    |
| Brons  | Krisztina Regoczy (9) Andras Sallay (9)        | Vlag van Hongarije           |    |
| 4      | Janet Thompson (5) Warren Maxwell (5)          | Vlag van Verenigd Koninkrijk |    |
| 5      | Liliana Rehakova (2) Stanislav Drastich (2)    | Vlag van Tsjechië            |    |
| 6      | Marina Zueva (2) Andrei Vitman (2)             | Vlag van Sovjet-Unie         |    |
| 7      | Kay Barsdell (4) Kenneth Foster (4)            | Vlag van Verenigd Koninkrijk |    |
| 8      | Isabella Rizzi (4) Luigi Freroni (4)           | Vlag van Italië              |    |
| 9      | Jayne Torvill (2) Christopher Dean             | Vlag van Verenigd Koninkrijk |    |
| 10     | Susi Handschmann (4) Peter Handschmann (4)     | Vlag van Oostenrijk          |    |
| 11     | Henriette Froschl Christian Steiner            | Vlag van Duitsland           |    |
| 12     | Halina Gordon (2) Jacek Tascher (3)            | Vlag van Polen (1928-1980)   |    |
| 13     | Murial Boucher (2) Yves Malatier (2)           | Vlag van Frankrijk           |    |
| 14     | Elisabetta Parisi Marco Gobbo                  | Vlag van Italië              |    |
| 15     | Elisabeth Luksch Peter Schubl                  | Vlag van Oostenrijk          |    |
| 16     | Rita Karpat Istvan Palasthy                    | Vlag van Hongarije           |    |
| 17     | Jolanta Weselowska Andrzej Alberciak (2)       | Vlag van Polen (1928-1980)   |    |

Medaillewinnaars

Mannen · 
Vrouwen ·
Paren · 
IJsdansen

Toernooi

1891 · 
1892 · 
1893 · 
1894 · 
1895 · 
1896-1897 · 
1898 · 
1899 · 
1900 · 
1901 · 
1902-1903 · 
1904 · 
1905 · 
1906 · 
1907 · 
1908 · 
1909 · 
1910 · 
1911 · 
1912 · 
1913 · 
1914 · 
1915-1921 · 
1922 · 
1923 · 
1924 · 
1925 · 
1926 · 
1927 · 
1928 · 
1929 · 
1930 · 
1931 · 
1932 · 
1933 · 
1934 · 
1935 · 
1936 · 
1937 · 
1938 · 
1939 ·
1940-1946 · 
1947 · 
1948 · 
1949 · 
1950 · 
1951 · 
1952 · 
1953 · 
1954 · 
1955 · 
1956 · 
1957 · 
1958 · 
1959 · 
1960 · 
1961 · 
1962 · 
1963 · 
1964 · 
1965 · 
1966 · 
1967 · 
1968 · 
1969 · 
1970 · 
1971 · 
1972 · 
1973 · 
1974 · 
1975 · 
1976 · 
1977 · 
1978 · 
1979 · 
1980 · 
1981 · 
1982 · 
1983 · 
1984 · 
1985 · 
1986 · 
1987 · 
1988 · 
1989 · 
1990 · 
1991 · 
1992 · 
1993 · 
1994 · 
1995 ·
1996 · 
1997 · 
1998 · 
1999 · 
2000 · 
2001 · 
2002 · 
2003 · 
2004 · 
2005 · 
2006 ·
2007 ·
2008 ·
2009 ·
2010 ·
2011 ·
2012 ·
2013 ·
2014 ·
2015 ·
2016 ·
2017 ·
2018 ·
2019 ·
2020 ·
2021 · 
2022 · 
2023 · 
2024 · 
2025

WK kunstschaatsen ·
WK kunstschaatsen junioren ·
Viercontinentenkampioenschap ·
Olympische Spelen